# 7239 Mobberley
A 7239 Mobberley (ideiglenes jelöléssel 1989 TE) a Naprendszer kisbolygóövében található aszteroida. Manning, B. G. W. fedezte fel 1989. október 4-én.